# Silvio Warsönke

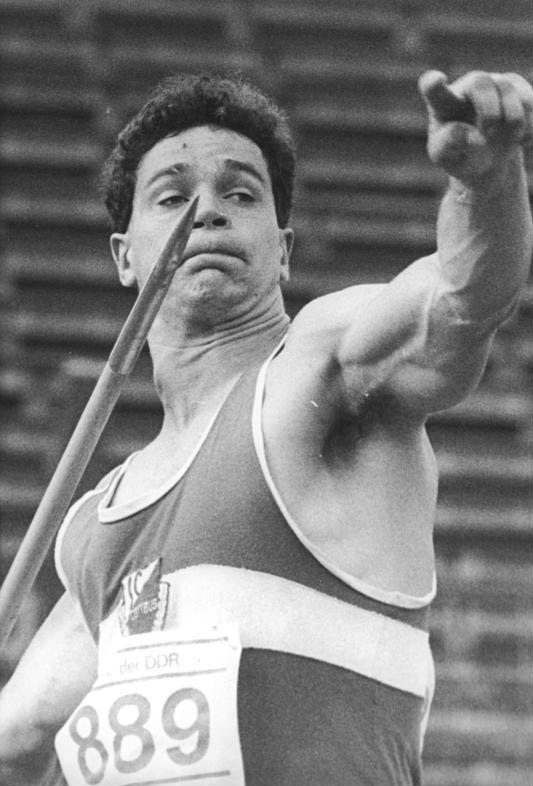
Silvio Warsönke stellt am 29. Mai 1988 mit 84,14 m einen neuen DDR-Rekord auf

Silvio Warsönke (* 2. August 1967 in Finsterwalde) ist ein ehemaliger Leichtathlet, der für die Deutsche Demokratische Republik (DDR) antrat. 1988 wurde er DDR-Meister im Speerwurf.

## Leben
Der gelernte Elektromonteur wurde 1987 Achter bei den DDR-Meisterschaften. Am 29. Mai 1988 warf er in Rostock mit 84,14 m einen neuen DDR-Rekord und übertraf Detlef Michels alten Rekord um 62 Zentimeter. Ende Juni bei den DDR-Meisterschaften, die ebenfalls in Rostock stattfanden, gewann er den Titel mit 82,64 m vor Gerald Weiß. Warsönke, Weiß und Michel wurden für die Olympischen Spiele 1988 in Seoul nominiert. Warsönke verfehlte in der Qualifikation die Marke von 79 Meter und schied mit 78,22 m als 15. aus. Im September 1989 wurde Warsönke als DDR-Rekordler von Volker Hadwich abgelöst, der mit 84,84 m den letzten DDR-Rekord im Speerwurf aufstellte. Bei den letzten DDR-Meisterschaften 1990 belegte Warsönke noch einmal den vierten Platz.
Silvio Warsönke trat für den SC Cottbus an. Bei einer Körpergröße von 1,97 m betrug sein Wettkampfgewicht 105 kg.